# Sødskærm-slægten
Sødskærm-slægten (Myrrhis) er monotypisk, dvs. at den kun rummer én art, den nedennævnte. Slægtens udbredelse, kendetegn og biotoper er derfor sammenfaldende med artens. Derfor henvises der til denne.
| Art |

- Sødskærm (Myrrhis odorata) eller Spansk Kørvel